# Slåttjärnen (Ramsjö socken, Hälsingland, 690481-149421)
Slåttjärnen är en sjö i Ljusdals kommun i Hälsingland och ingår i Ljusnans huvudavrinningsområde.